# Enneapterygius rubicauda
Enneapterygius rubicauda és una espècie de peix de la família dels tripterígids i de l'ordre dels perciformes.

## Morfologia
- Els mascles poden assolir 3,7 cm de longitud total.[4]

## Hàbitat
És un peix marí de clima subtropical que viu fins als 7 m de fondària.

## Distribució geogràfica
Es troba al Japó (illes Ryukyu i Ogasawara), Taiwan, les Filipines, Nova Caledònia i Vanuatu.